# Ziegelei Waschneck
Die Ziegelei Waschneck war eine Ziegelei im Stadtteil Luga der sächsischen Landeshauptstadt Dresden.

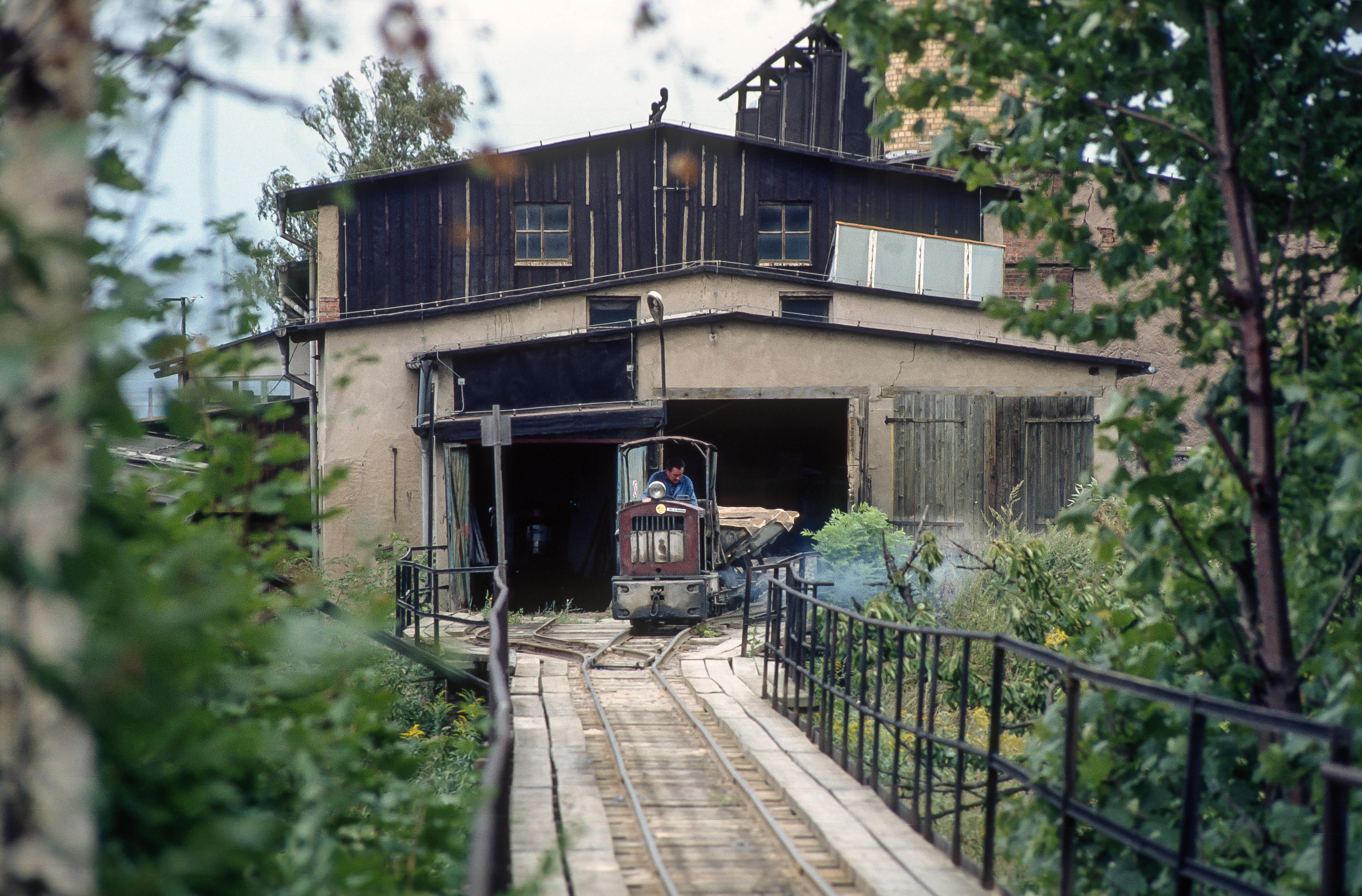
Ziegelei von Süden (1990)

## Geschichte

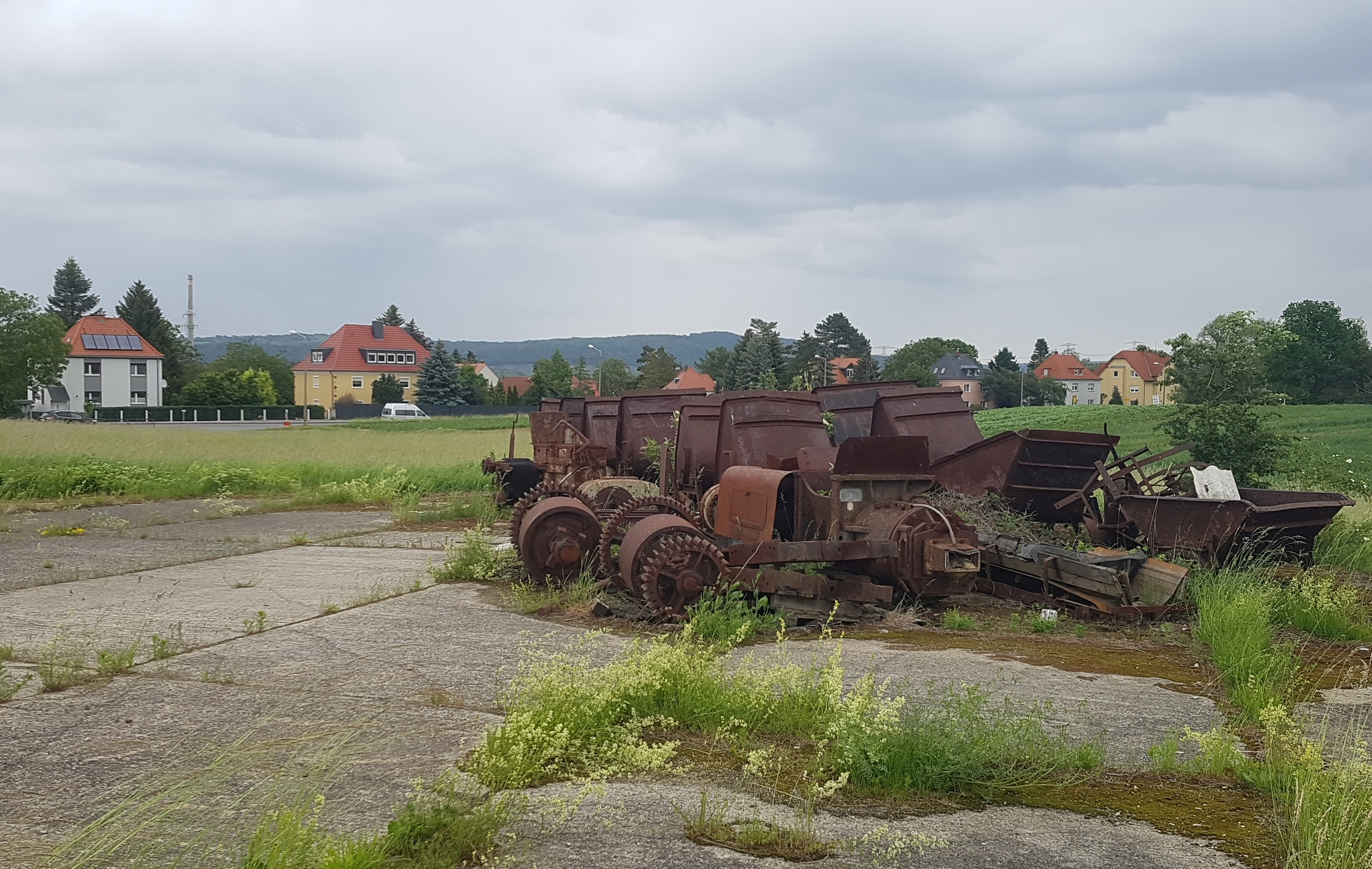
Ehemaliger Ziegeleistandort (2020)

Die Ziegelei wurde 1897 von dem Gutsbesitzer Wilhelm August Heyde gegründet. Ab 1916 wurde der Betrieb Dampfziegelei Emil Waschneck genannt. 1940 wurde kriegsbedingt die Ziegelei zeitweise stillgelegt. Es wurde ein Lager für die Luftwaffe eingerichtet. Am 13. Februar 1945 wurden die Produktionsanlagen durch eine Luftmine schwer beschädigt. Ab 1947 wurde nach Unterstützung durch die sowjetische Militäradministration die Produktion von Nasspresssteinen aufgenommen. 1950 wurde die Ziegelei Emil Waschneck modernisiert und es erfolgte die Wiederinbetriebnahme der Ziegelproduktion. Im Jahr 1972 wurde aus dem Unternehmen ein Volkseigener Betrieb (VEB) und gehörte zu den Sächsischen Ziegelwerken in Langburkersdorf. Zwischen 1973 und 1980 dienten Teile der ehemalige Lehmgruben als Hausmülldeponie, danach als Baustoffdeponie. 1991 wurde der Betrieb als E. Waschneck GmbH reprivatisiert. Ebenfalls 1991 übernahm die österreichische Eder GmbH die Unternehmensleitung. 1994 wurden die Produktion eingestellt und nur noch Ziegel auf dem Gelände verkauft. 1999 wurden die Ziegeleigebäude abgetragen und 2001 der Schornstein gesprengt.

## Lage

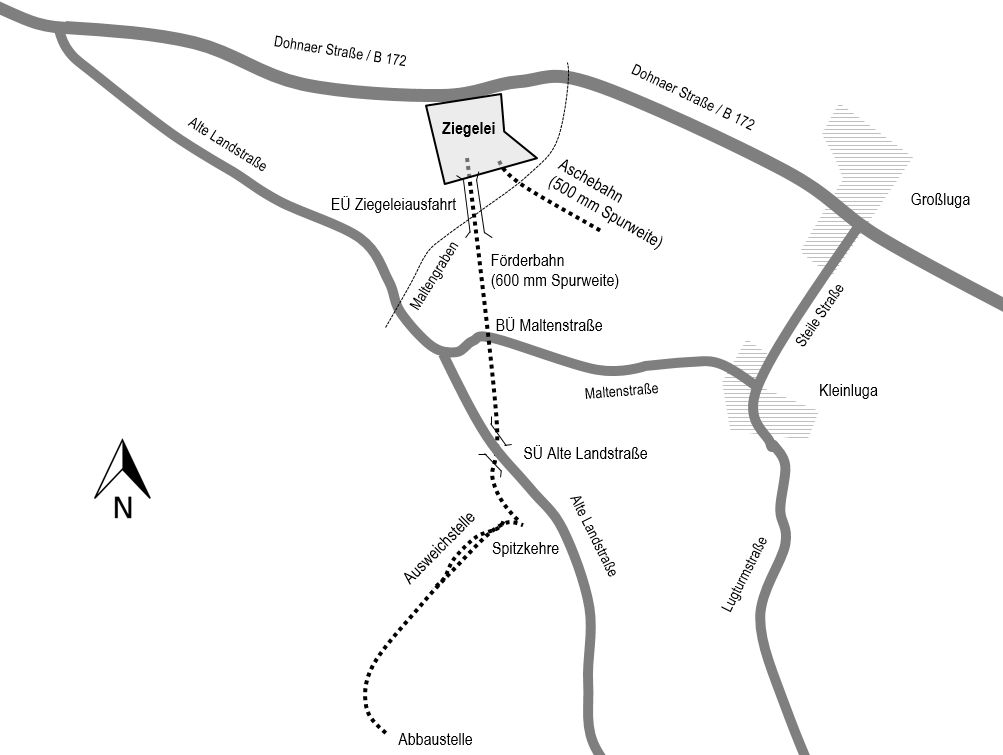
Lageskizze des Ziegeleibetriebes (Stand 1991)

Die Ziegelei und die Lehmgruben befanden sich in Luga südlich der Bundesstraße 172 (inzwischen zur Staatsstraße 172 zurückgestuft).

## Feldbahn
Als innerbetriebliche Transportmittel existierten bis 1993 eine ca. 700 m lange Förderbahn mit 600 mm Spurweite und eine ca. 300 m lange Aschebahn mit 500 mm Spurweite. Auf der Förderbahn wurde der Zugbetrieb mit zwei Feldbahndiesellokomotiven vom Typ LKM Ns 1 abgewickelt. Auf der Aschebahn verkehrte ein Schienenkuli. Der Zugverkehr auf der Förderbahn fand kontinuierlich während der gesamten Produktionszeit statt. Die Aschebahn verkehrte nur ein- bis zweimal wöchentlich. 
Teile des Feldbahnbestandes übernahm nach der Betriebseinstellung der Verein Historische Feldbahn Dresden. Die Straßenüberführung im Zuge der Alten Landstraße über die Förderbahn wurde im Jahr 2013 entfernt.

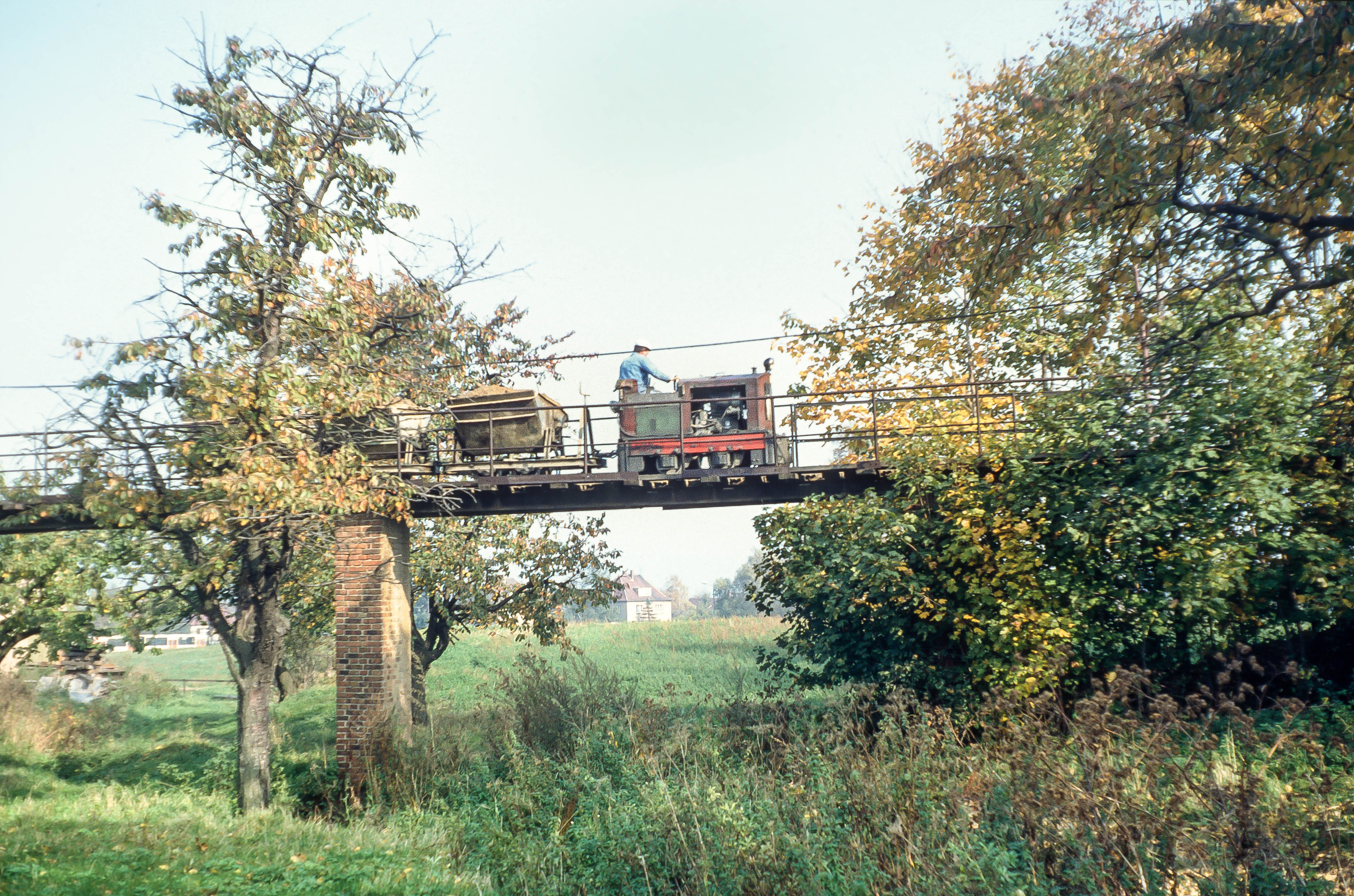
Förderbahn: Brücke Maltengraben (1990)
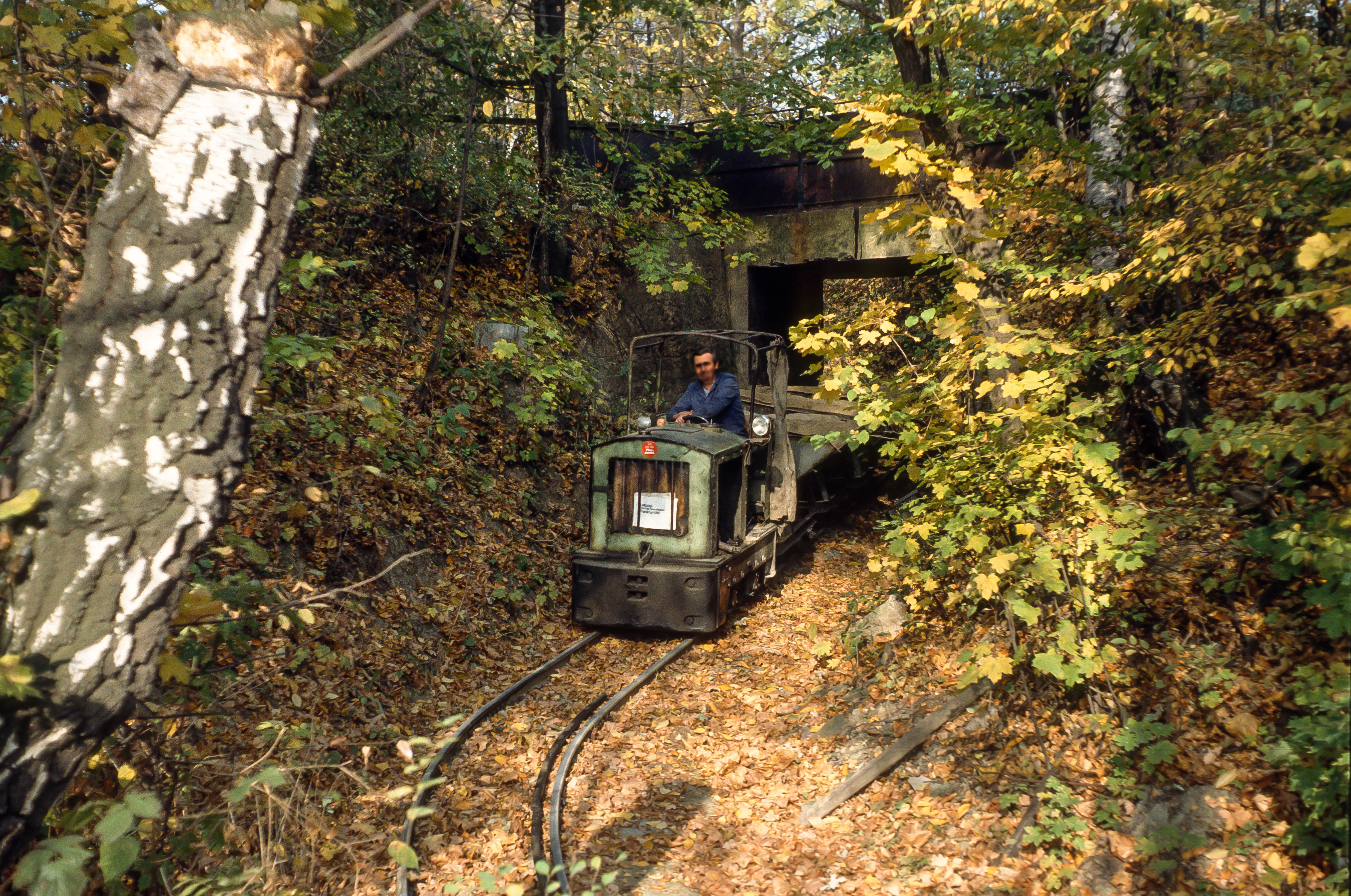
Förderbahn: SÜ Alte Landstraße (1990)
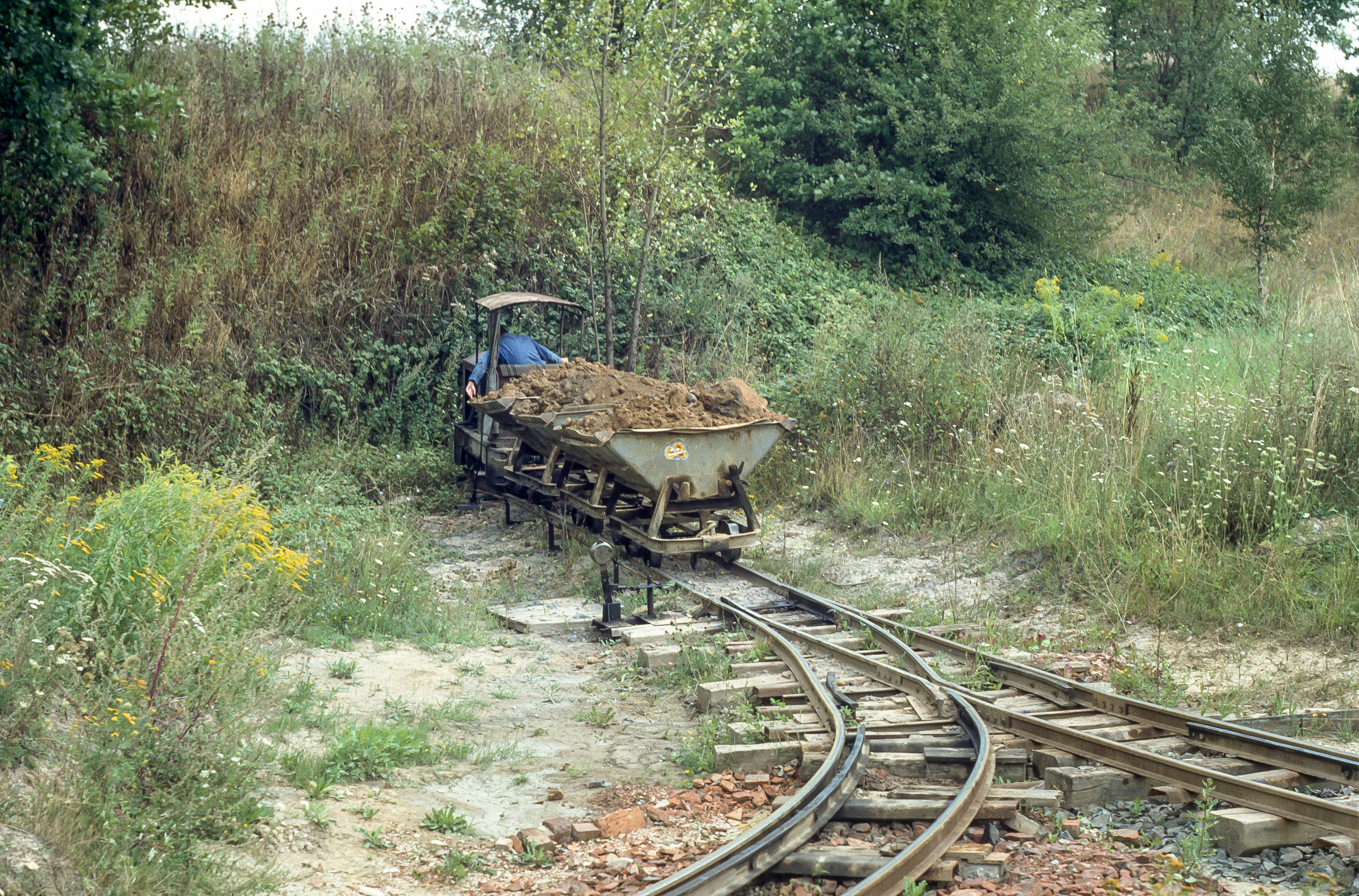
Förderbahn: Spitzkehre (1990)
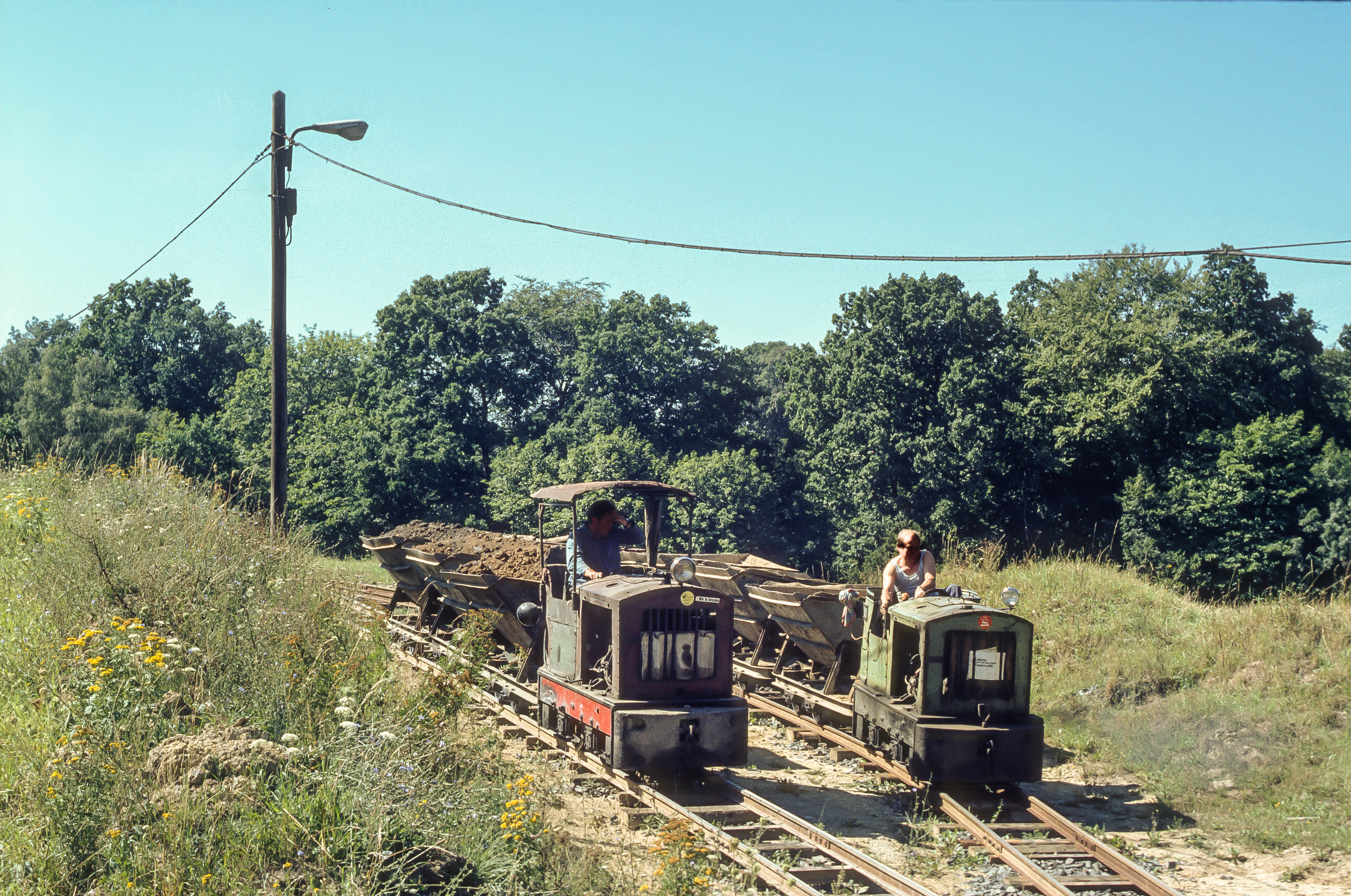
Förderbahn: Ausweichstelle (1990)
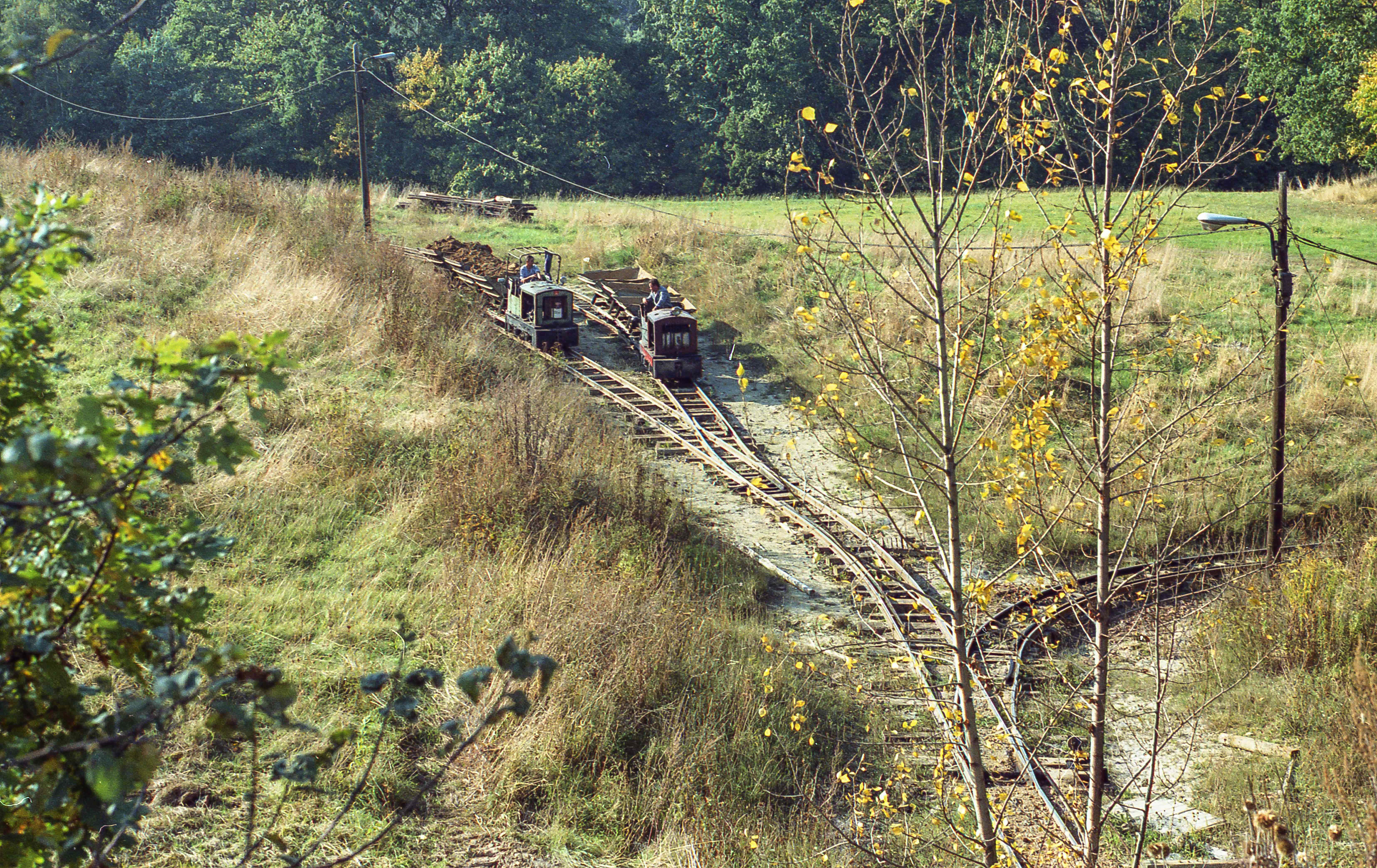
Förderbahn: Spitzkehre und Ausweichstelle (1991)
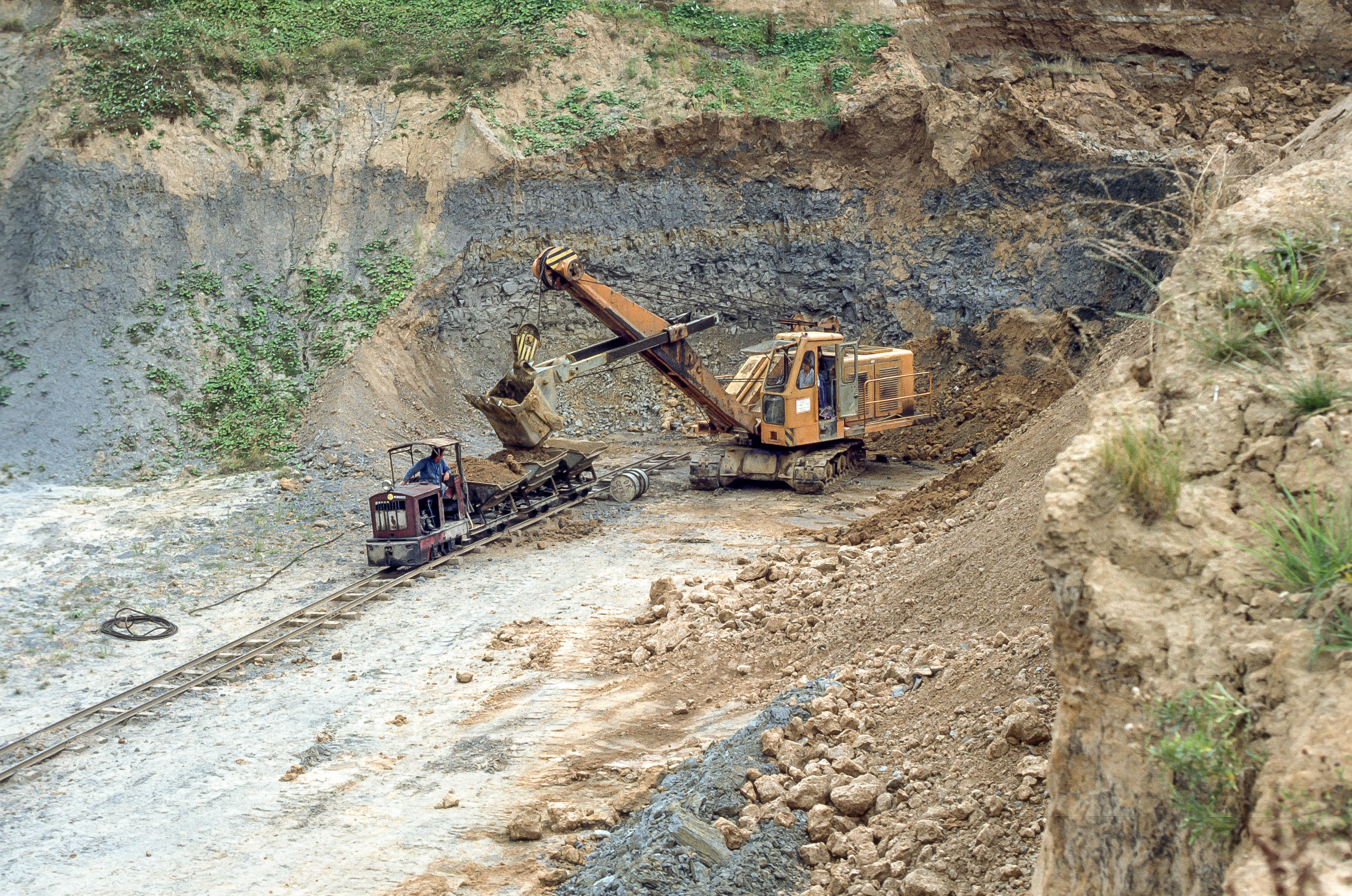
Förderbahn: Abbaustelle (1990)
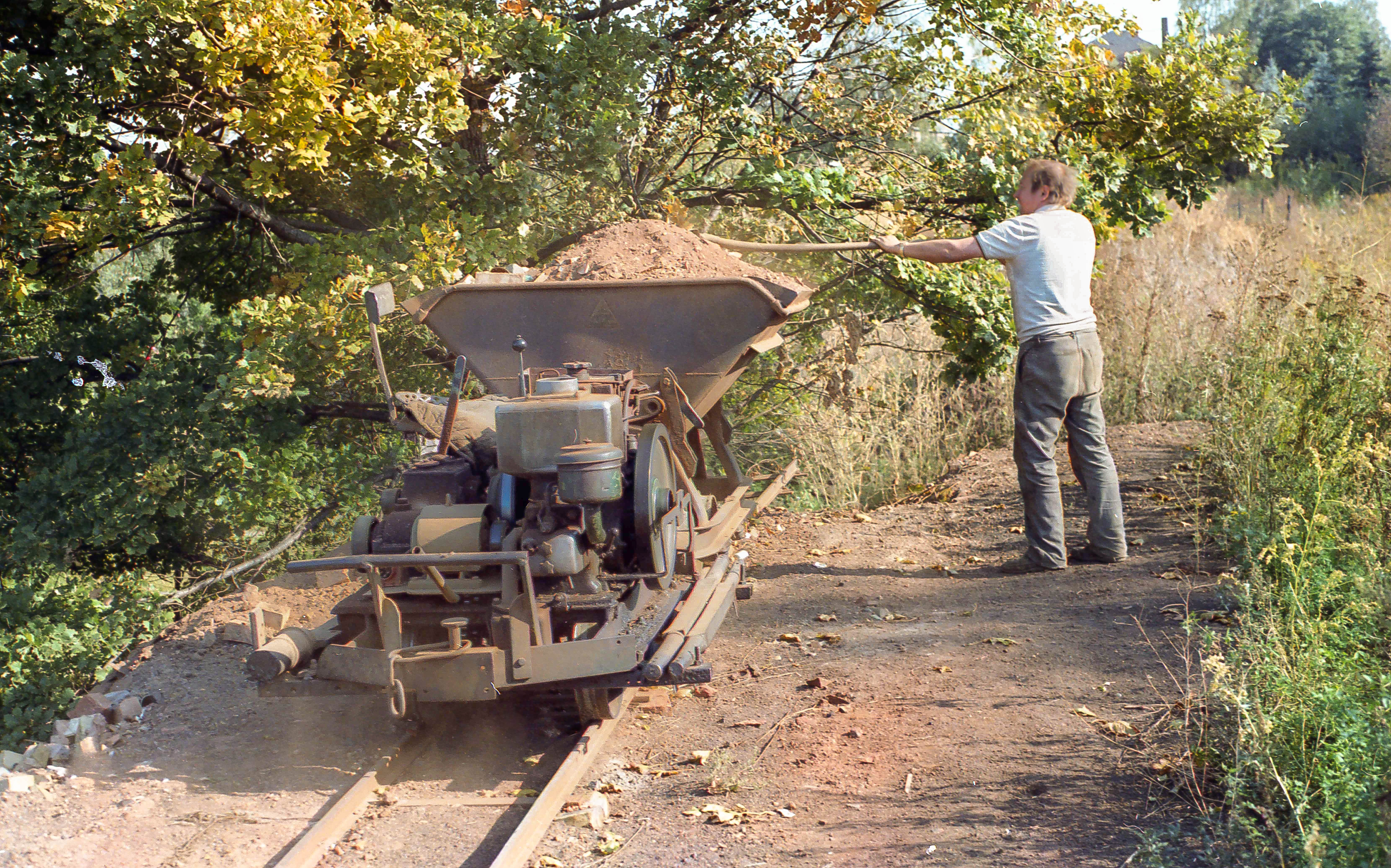
Aschebahn: Halde (1991)
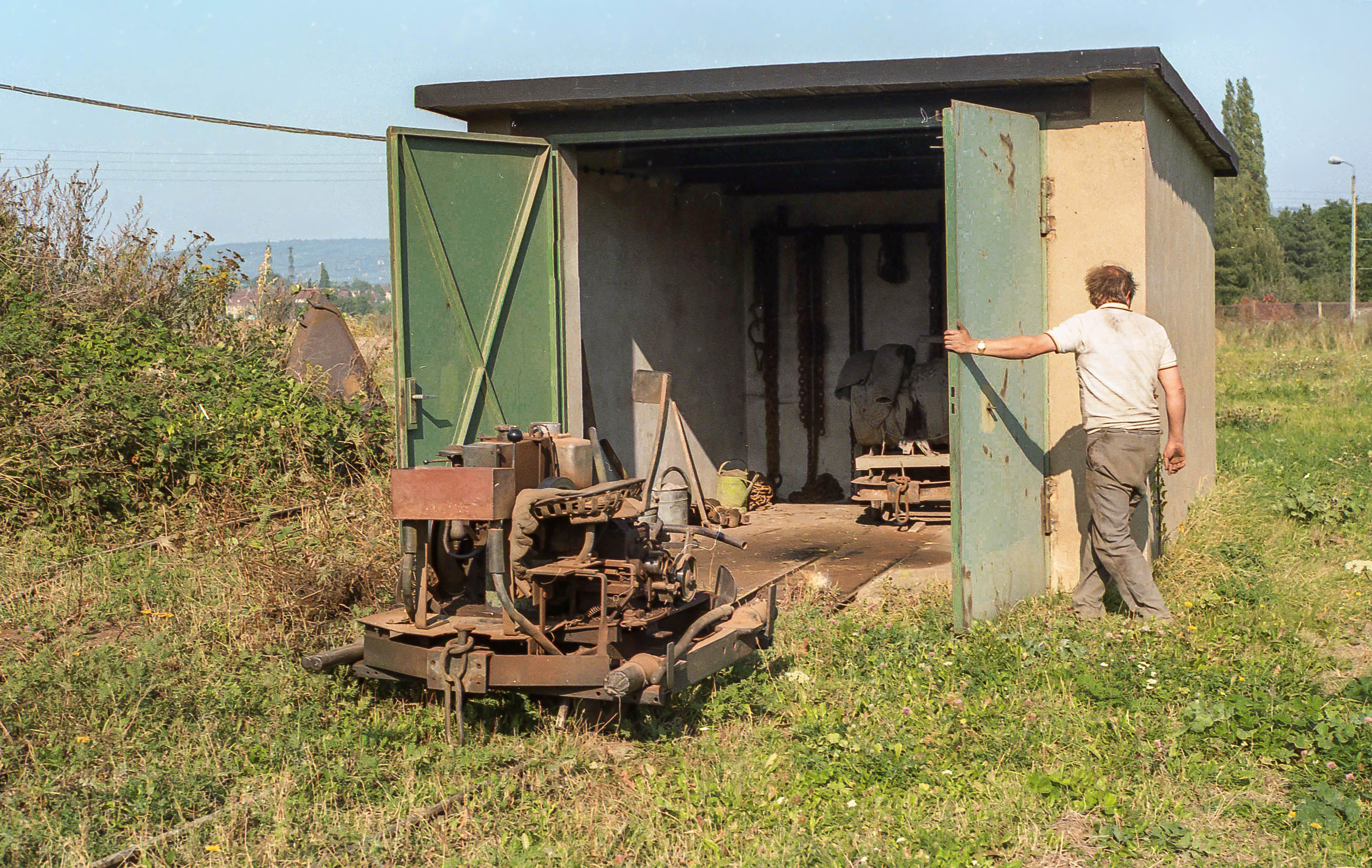
Aschebahn: Lokschuppen (1991)